# Kościół Niepokalanego Poczęcia Najświętszej Maryi Panny w Malczycach
Kościół Niepokalanego Poczęcia Najświętszej Maryi Panny – rzymskokatolicki kościół parafialny należący do parafii pod tym samym wezwaniem (dekanat Środa Śląska archidiecezji wrocławskiej).
Jest to neogotycka świątynia wybudowana w 1905 roku, remontowana w latach 1975-1976. Budowla jest jednonawowa, murowana, nakrywają ją dachy dwuspadowe. Parafia rzymskokatolicka we wsi Malczyce została obsadzona przez polskch kapłanów już w 1945 roku po zakończeniu działań wojennych prowadzonych pod koniec stycznia i na początku lutego 1945 roku. Podczas walk zostały uszkodzone wieża i dach oraz zniszczone zostały organy. W sierpniu 1945 roku władzę nad budowlą przejęli Sowieci. Ołtarze zostały demontowane, natomiast w nawie głównej została wybudowana z desek scena. W kościele były organizowane imprezy taneczne. W listopadzie 1945 roku władza główna odsunęła Sowietów i świątynia została uwolniona od opieki Armii Czerwonej. Parafianie odrestaurowali budowlę i przywrócili ją do świetności. W dniu 6 stycznia 1946 roku do polskich osadników został przysłany polski ksiądz Antoni Kij. W latach 1975–1976 świątynia była remontowana.